# Багорик

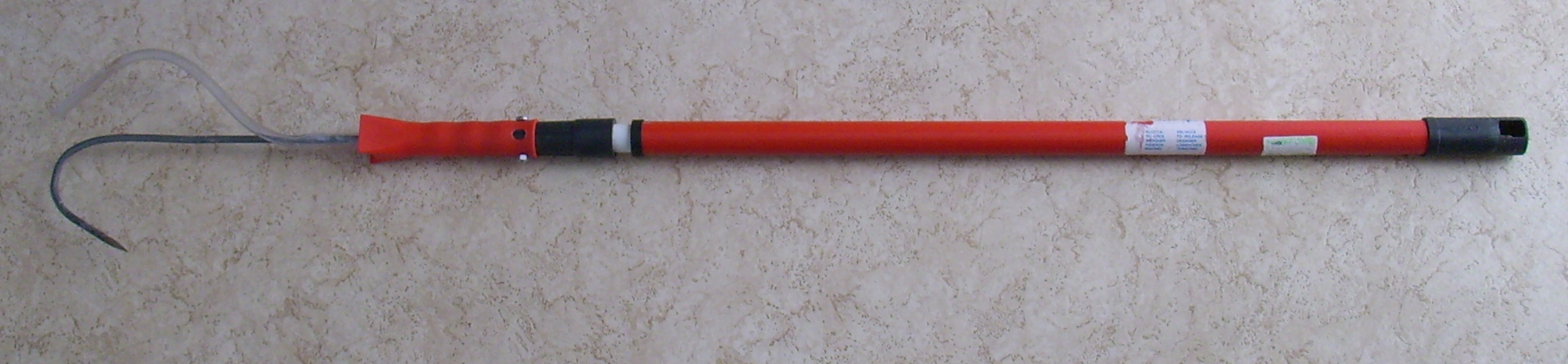
Багорик довжиною 115 см

Баго́рик, багоро́к — гачок на руків'ї, використовуваний рибалками. Призначається для підхоплення вивудженої риби. Порівняно з підсачком має компактніші розміри. Залежно від призначення виділяють кілька типів багорика.
- Літній багорик — має довжину до 1,5 м.
- Зимовий багорик — має коротшу ручку.
- Складаний багорик — складається з двох частин, з'єднаних шарніром.
- Гнучкий багорик — складається з кількох порожнистих елементів, сполучених сталевим тросом, приводиться в дію за допомогою руків'я з натяжним пристроєм.
- Телескопічний багорик — складається з кількох вставлених один в один елементів.